# Павлик, Маркус
Маркус Павлик (нем. Markus Pawlik; род. 1966, Бремен) — немецкий пианист.
Окончил Ганноверскую Высшую школу музыки, ученик Карла-Хайнца Кеммерлинга. В дальнейшем совершенствовал своё мастерство в Гаагской консерватории у Наума Груберта. В 1978 г. получил вторую премию на конкурсе дуэтов Концертино Прага (вместе с виолончелистом Рамоном Яффе), в 1982 г. стал победителем первого Конкурса молодых музыкантов «Евровидение», проходившего в Манчестере.
Среди наиболее заметных эпизодов концертной карьеры Павлика — мировая премьера фортепианного концерта японского композитора Итиро Нодаира (2003, с Симфоническим оркестром Беркли под управлением Кента Нагано). Павлик регулярно выступает как в Европе, так и в Северной Америке, а в последние годы живёт преимущественно в Лос-Анджелесе. Для одного из ведущих мировых лейблов академической музыки Naxos Павлик записал альбом произведений Морица Мошковского (с Национальным симфоническим оркестром Польского радио под управлением Антония Вита) и два альбома сольной фортепианной музыки, посвящённые творчеству Макса Регера и Эрнста фон Донаньи.